# Jahorina
Il monte Jahorina (pronuncia [jâxɔrina], in cirillico Јахорина) è una montagna della Bosnia ed Erzegovina appartenente alla catena delle alpi Dinariche; alto 1 916 m s.l.m. fa parte delle montagne che circondano Sarajevo. L'area del Jahorina, assieme ai monti Igman e Bjelašnica, è uno dei principali comprensori sciistici della Bosnia ed Erzegovina.

## Geografia

Il monte Jahorina appartiene al gruppo C6.

Il monte Jahorina appartiene gruppo montuoso delle alpi Dinariche che circonda Sarajevo di cui rappresenta la seconda montagna per altezza dopo il monte Bjelašnica, ed è situato nei pressi del monte Trebević. Il gruppo montuoso culmina nella vetta Ogorjelica (1916 m).
Il gruppo del Jahorina è delimitato a nord-ovest dal corso del fiume Miljacka. Ad est il passo Vitez separa il monte dai rilievi della regione della Romanija. A nord e ad est è racchiuso dalle gole del fiume Prača; mentre verso sud si aprono le valli della Drina e della Bistrica. Ad ovest il fiume Željeznica lo separa dal massiccio del monte Bjelašnica.
Amministrativamente si trova nel comune di Pale, nella regione della Sarajevo-Romanija. La vetta si trova a 15 km da Pale e 30 km da Sarajevo; l'aeroporto internazionale dista 33 km ed è stato recentemente collegato con una nuova autostrada.

## Etimologia
Il nome originario della montagna era Javorina, derivata dal greco Javori che identifica la sottospecie Acer heldreichii dell'acero, molto diffusa nella zona. Successivamente, durante l'occupazione ottomana, la lettera "v" venne sostituita dalla "h".

## Sport invernali

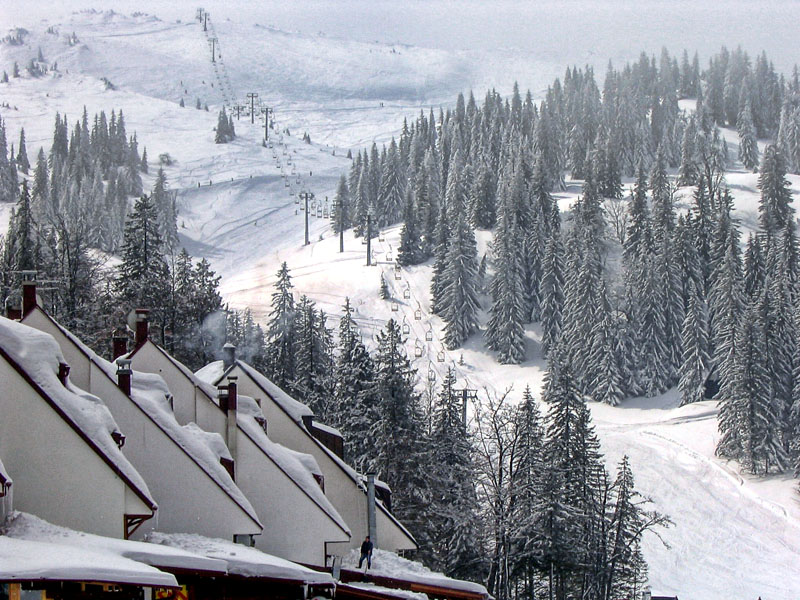
Gli impianti sciistici del Jahorina.

Il complesso del Jahorina vanta circa 20 km di piste di sci oltre a 9 impianti di risalita. Per via dell'altitudine e della posizione geografica, il monte Jahorina è interessato da un buon innevamento ogni inverno.
Negli anni passati, in seguito alla guerra in Bosnia ed Erzegovina che ha interessato l'area, molte zone erano state considerate inagibili per via della presenza di mine. Attualmente la maggior parte del territorio è stato bonificato grazie alle operazioni di sminamento condotte dal Mine Action Coordination Center.
Nel corso delle olimpiadi invernali del 1984, il monte Jahorina ha ospitato le gare di sci alpino femminili.
Il Centro Olimpico Jahorina nel 2019 ha ospitato le specialità dello sci alpino di slalom speciale e slalom gigante del XIV Festival olimpico invernale della gioventù europea.

## Storia
Come per le aree circostanti, anche il monte Jahorina fu interessato dagli eventi bellici della guerra in Bosnia ed Erzegovina ed in particolare dell'assedio di Sarajevo. I pendii occidentali del massiccio furono occupati dall'artiglieria serbo-bosniaca per il lancio di colpi di mortaio verso la capitale bosniaca e parecchi fuoripista vennero minati nel corso del conflitto.
Al termine della guerra il confine tra la federazione di Bosnia ed Erzegovina e la Republika Srpska fu tracciato sul monte Jahorina.

## Galleria d'immagini

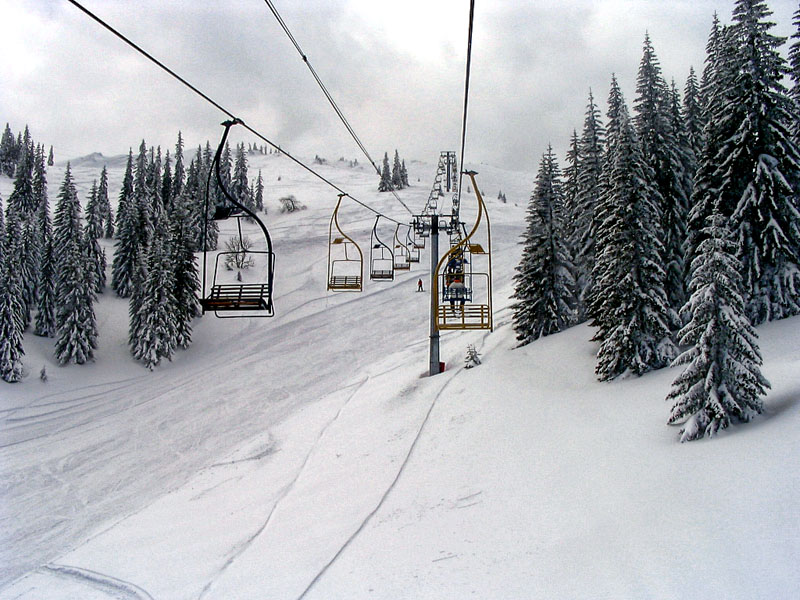
Gli impianti di risalita del Jahorina.
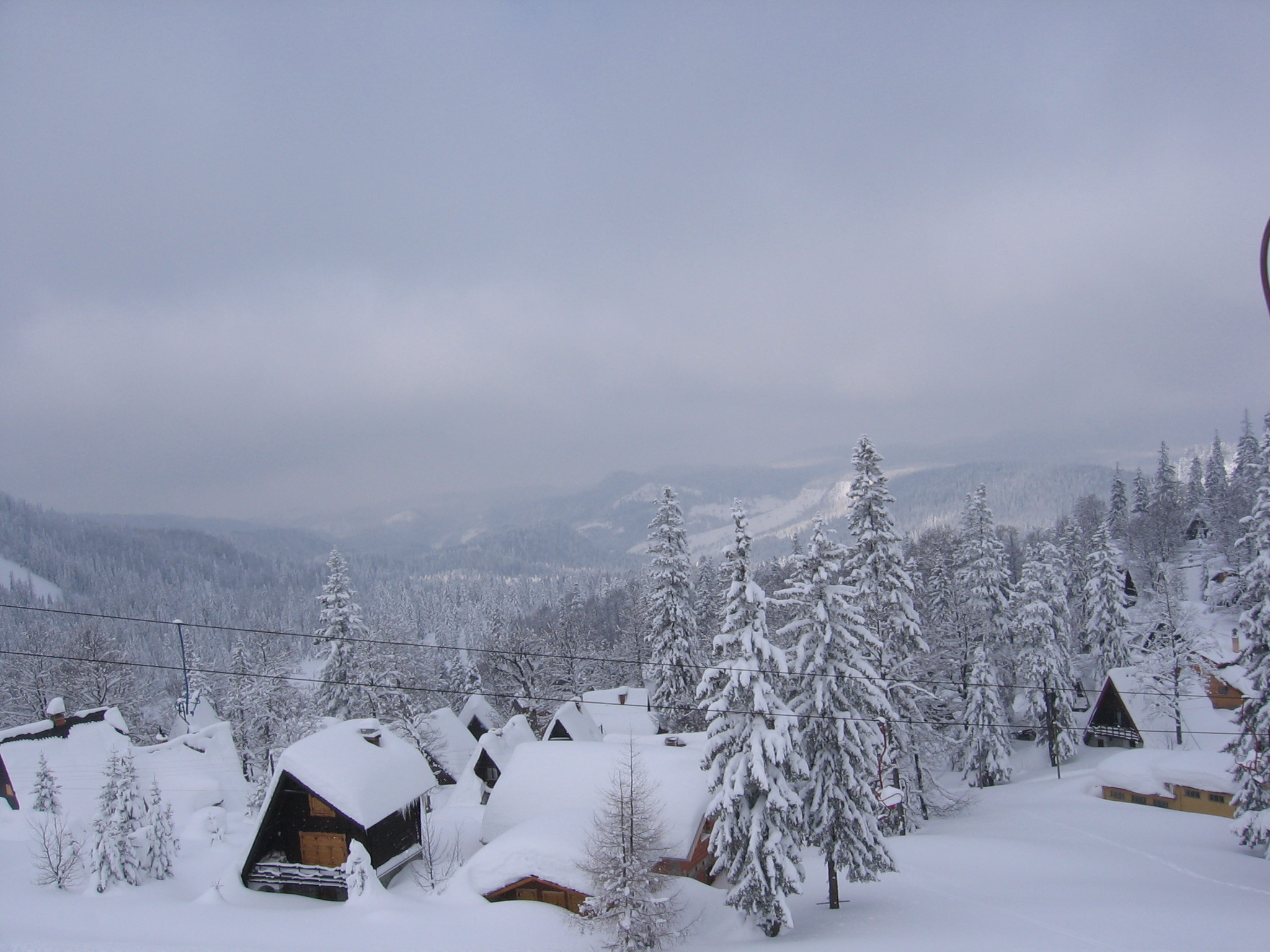
Il monte Jahorina coperto di neve.
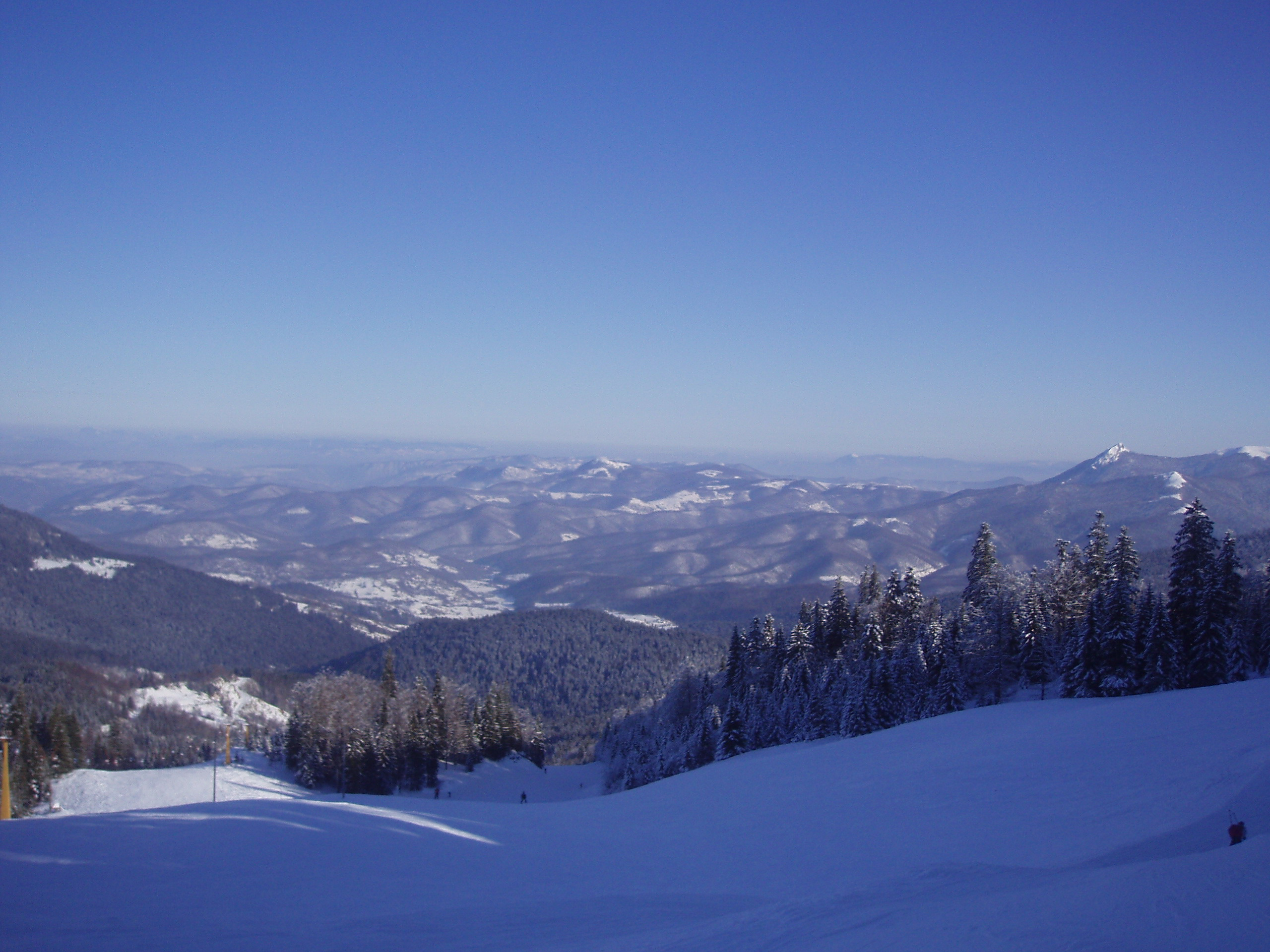
Vista dalla vetta.
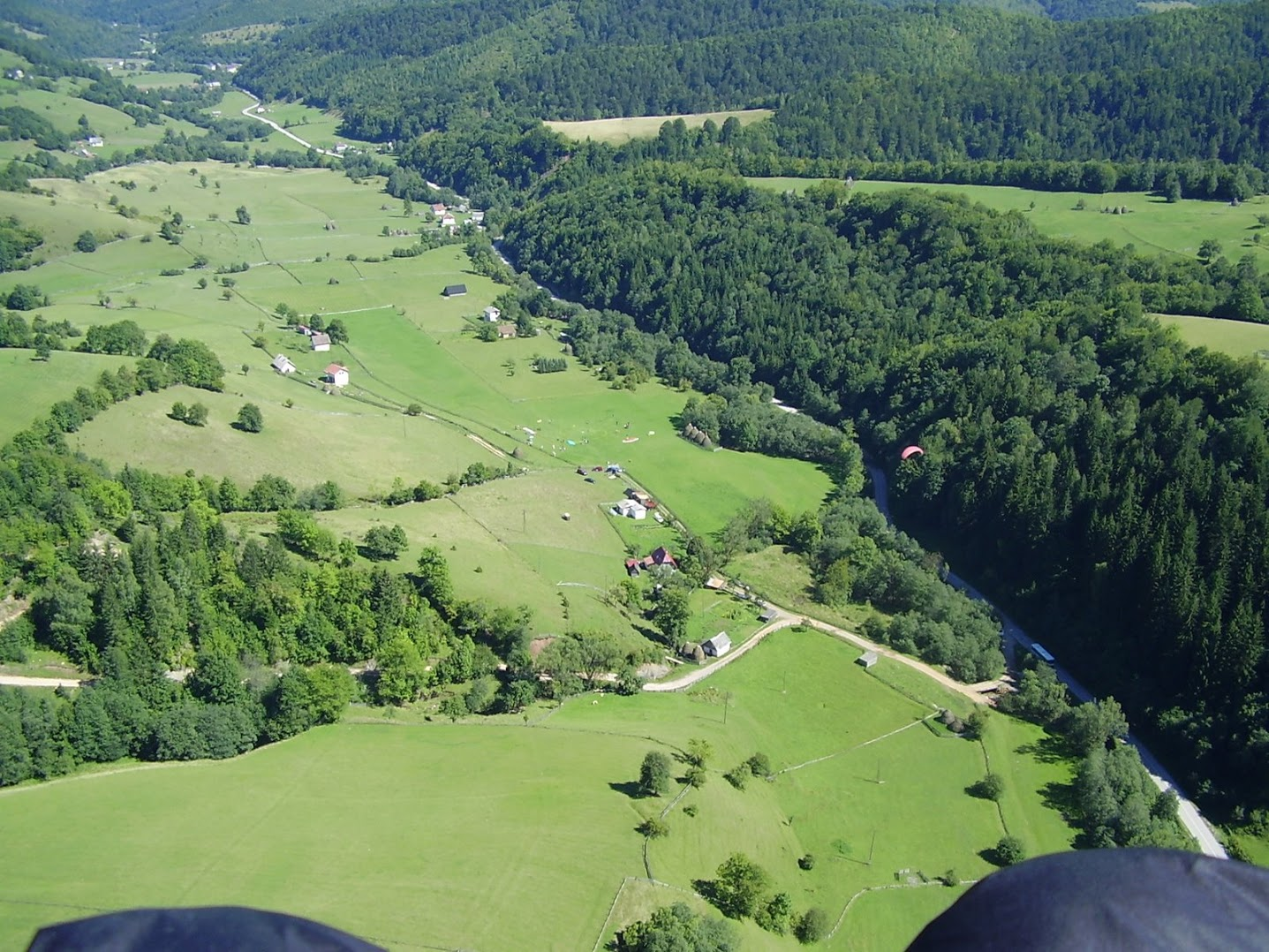
Vista estiva.
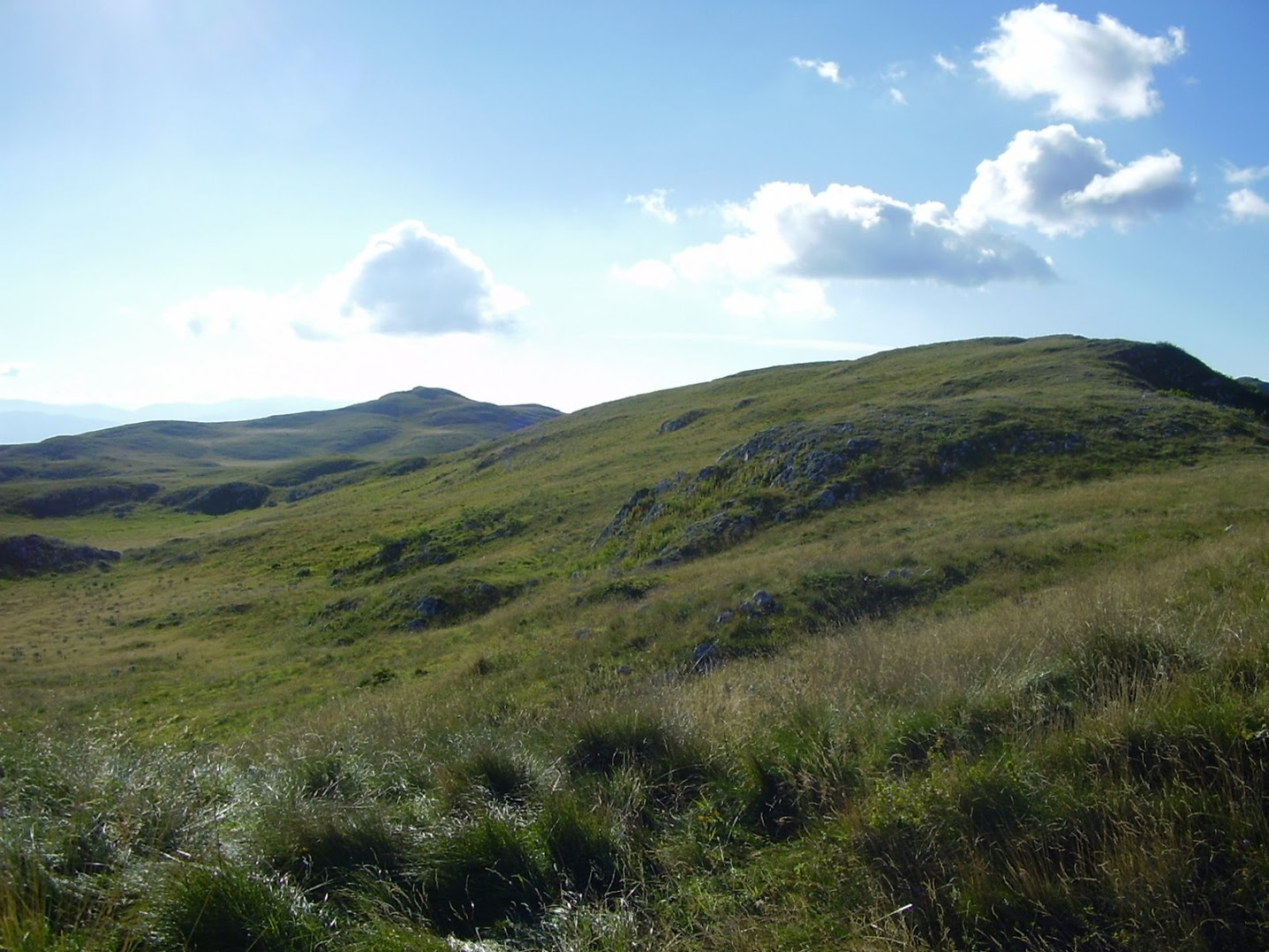
La vetta d'estate.
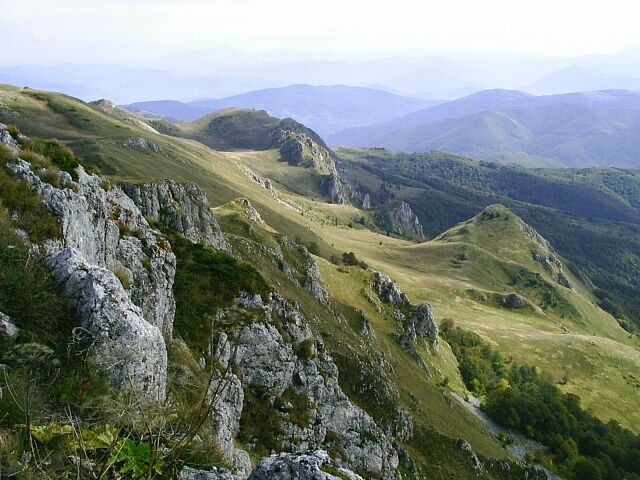
Il versante meridionale.
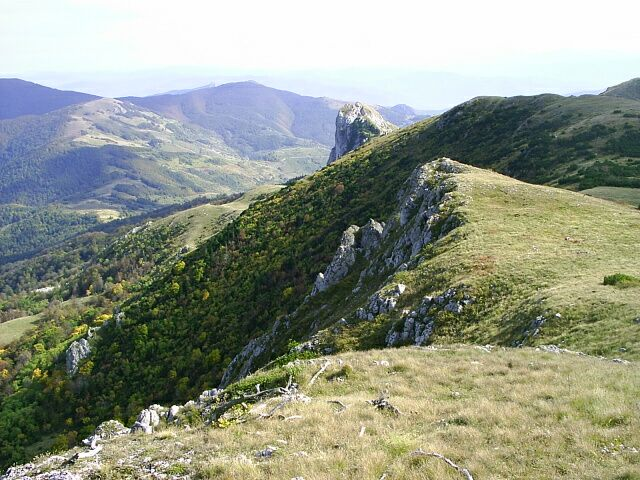
Il versante settentrionale.